# ULTra

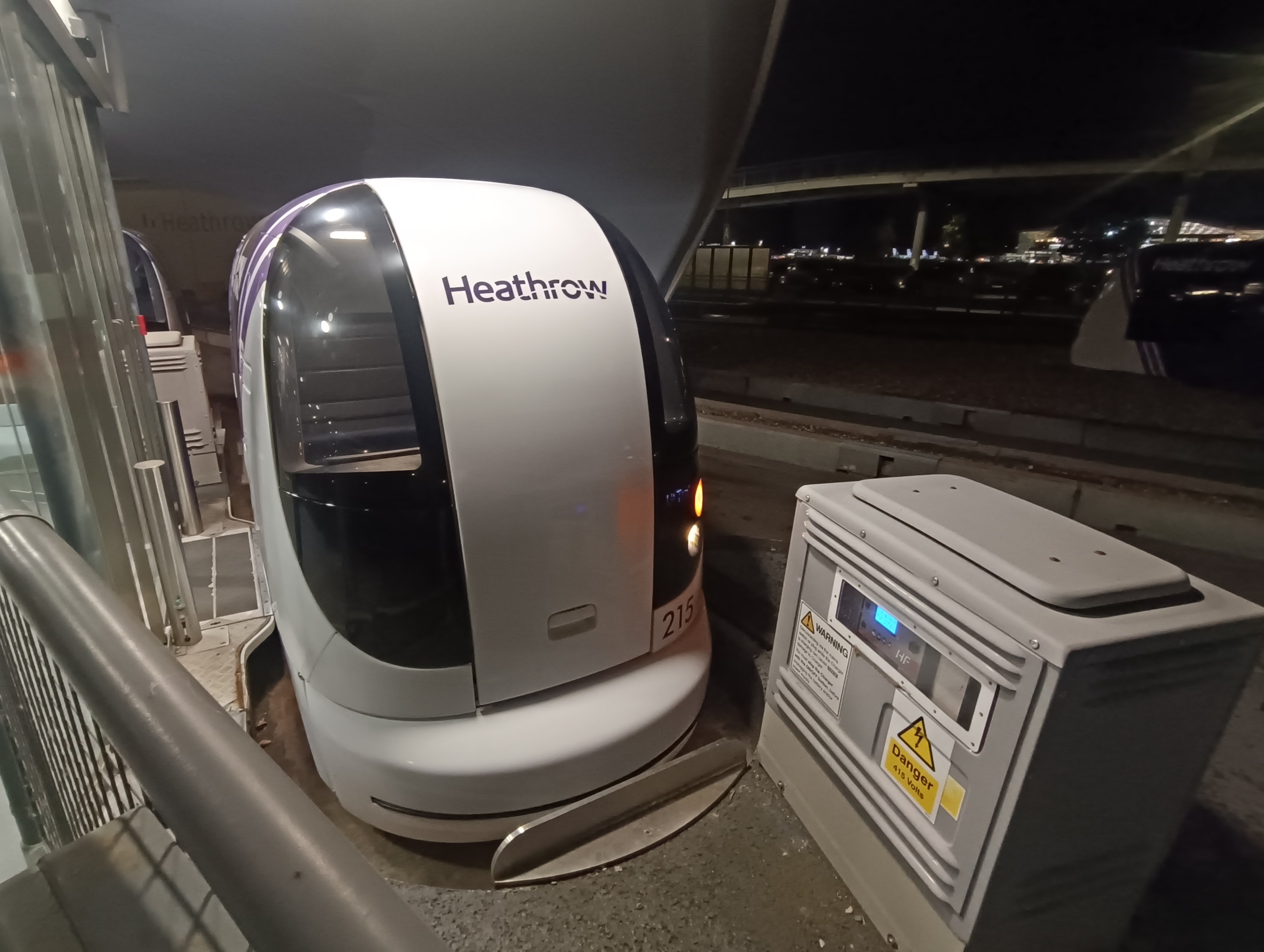
伦敦希思罗机场的Ultra Pod

Ultra（英語：Urban Light Transit）是由英国工程公司Ultra Global PRT（以前称为Advanced Transport Systems）开发的个人快速运输系统。
第一个公共系统于2011年5月在伦敦希思罗机场开放。它由21辆车辆组成，这些车辆在3.9公里（2.4英里）的路线上运行，将5号航站楼连接至机场北部的商务客运停车场。
为了降低建筑成本，Ultra在很大程度上使用了现成的技术，例如在开放式导轨上运行的橡胶轮胎。 该方法产生了一个Ultra认为很经济的系统：该公司报告说，总成本（车辆，基础设施和控制系统）在每公里导轨300万英镑至500万英镑之间。相比之下，希思罗机场3.8公里（2.4英里）的导轨部署费用为3000万英镑。

## 描述

### 车辆

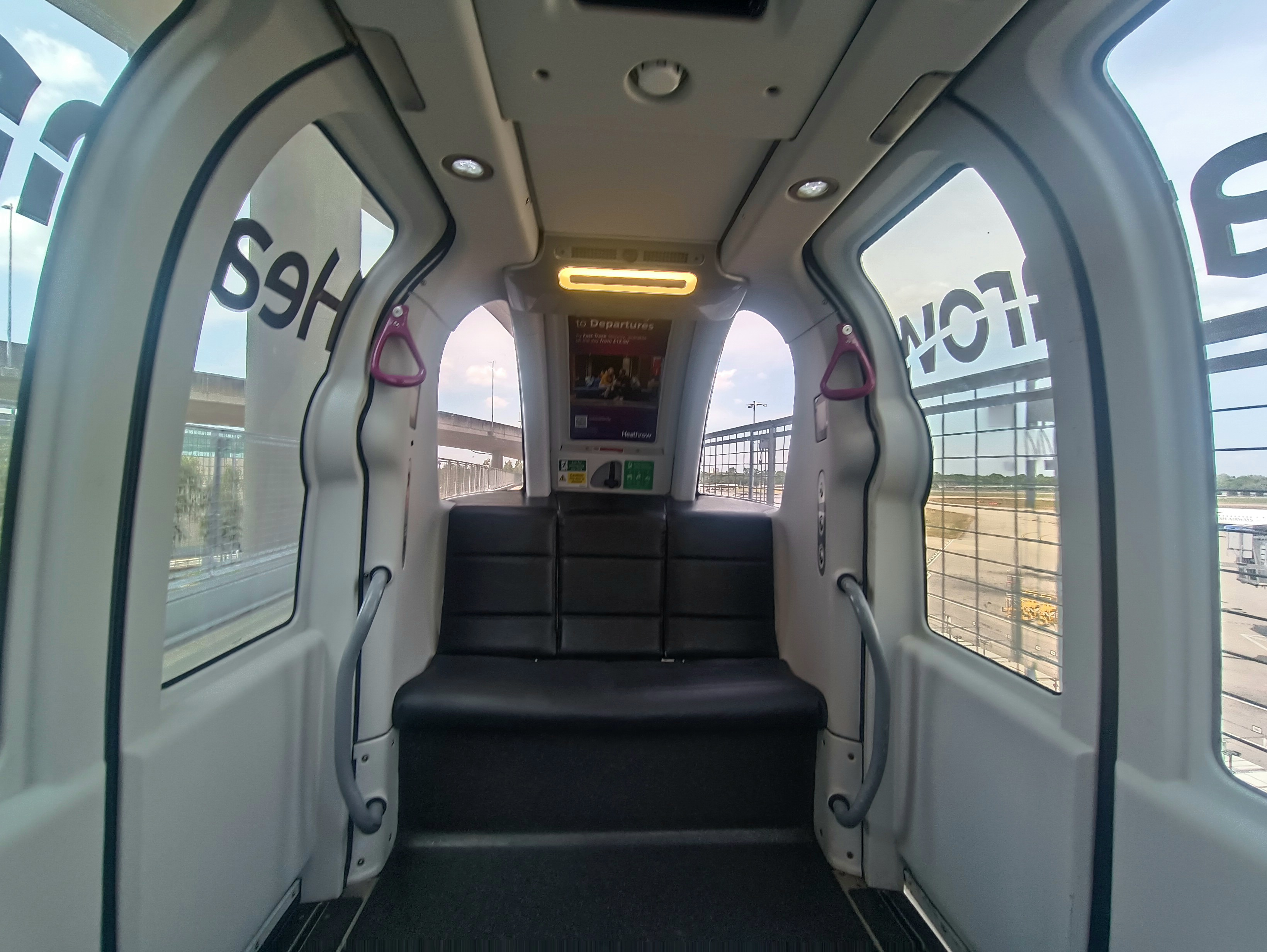
电动车內部

电动车有五个座位，可以承载1,100磅（500千克）的有效载荷，并设计为以每小时40公里（25英里/小时）的速度行驶，坡度最高为20％，但该公司建议将操作路线限制为10％的坡度可改善乘客的舒适度。除乘客外，车辆还可以容纳轮椅，购物手推车和其他行李。
每个吊舱由四个电池供电，平均功率为2 kW，使车的总重量增加了8％。其他规格包括5米（16英尺）的转弯半径，每位乘客公里0.55 MJ的能量要求以及每小时21.6公里（13.4 mph）的35 dBA的运行噪音水平（在10米的距离处测量）（33英尺）。

## 部署

### 希思罗机场5号航站楼

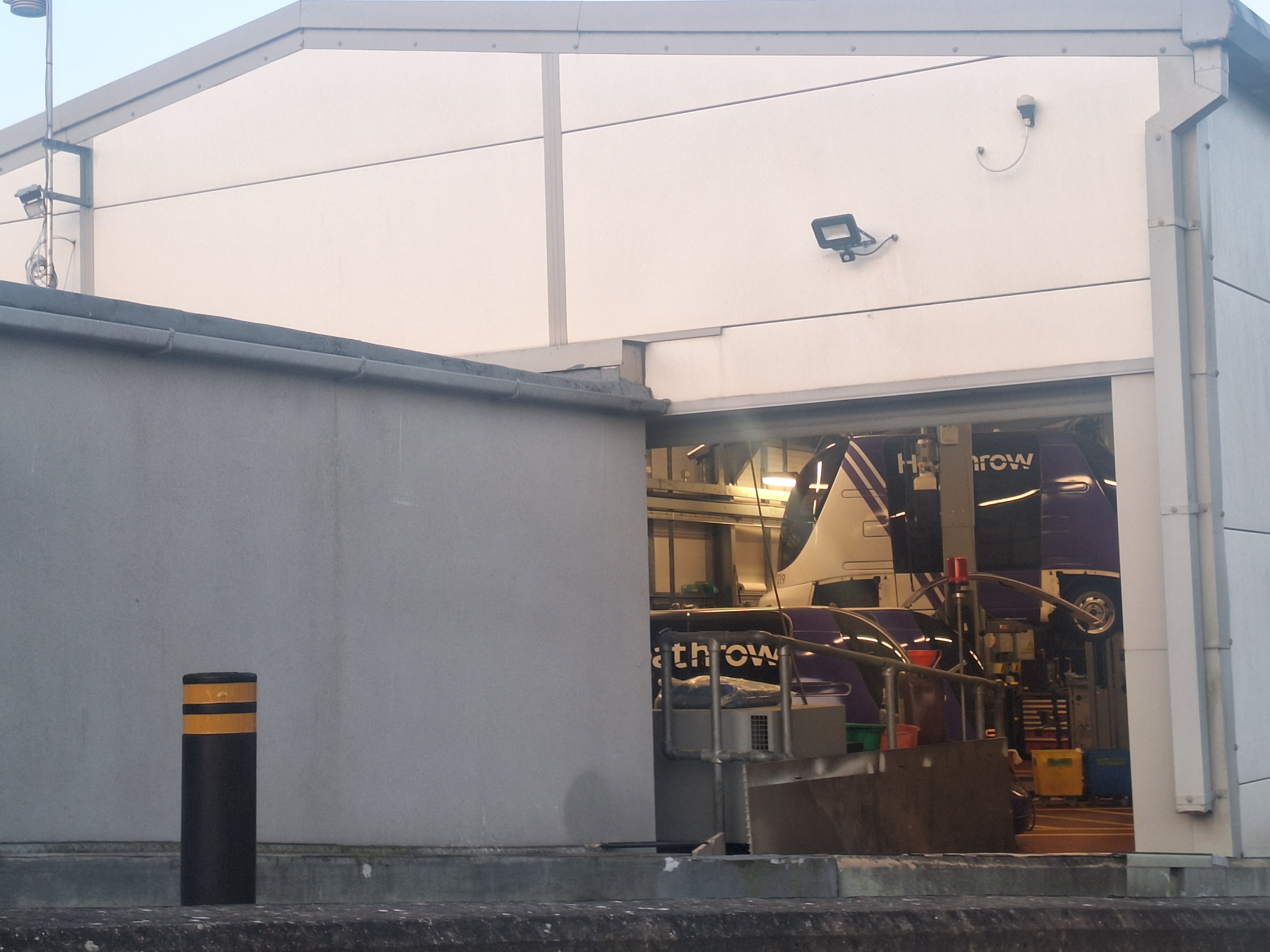
位於停車場站A的車輛檢修區，另一個檢修區位於5號航廈旁

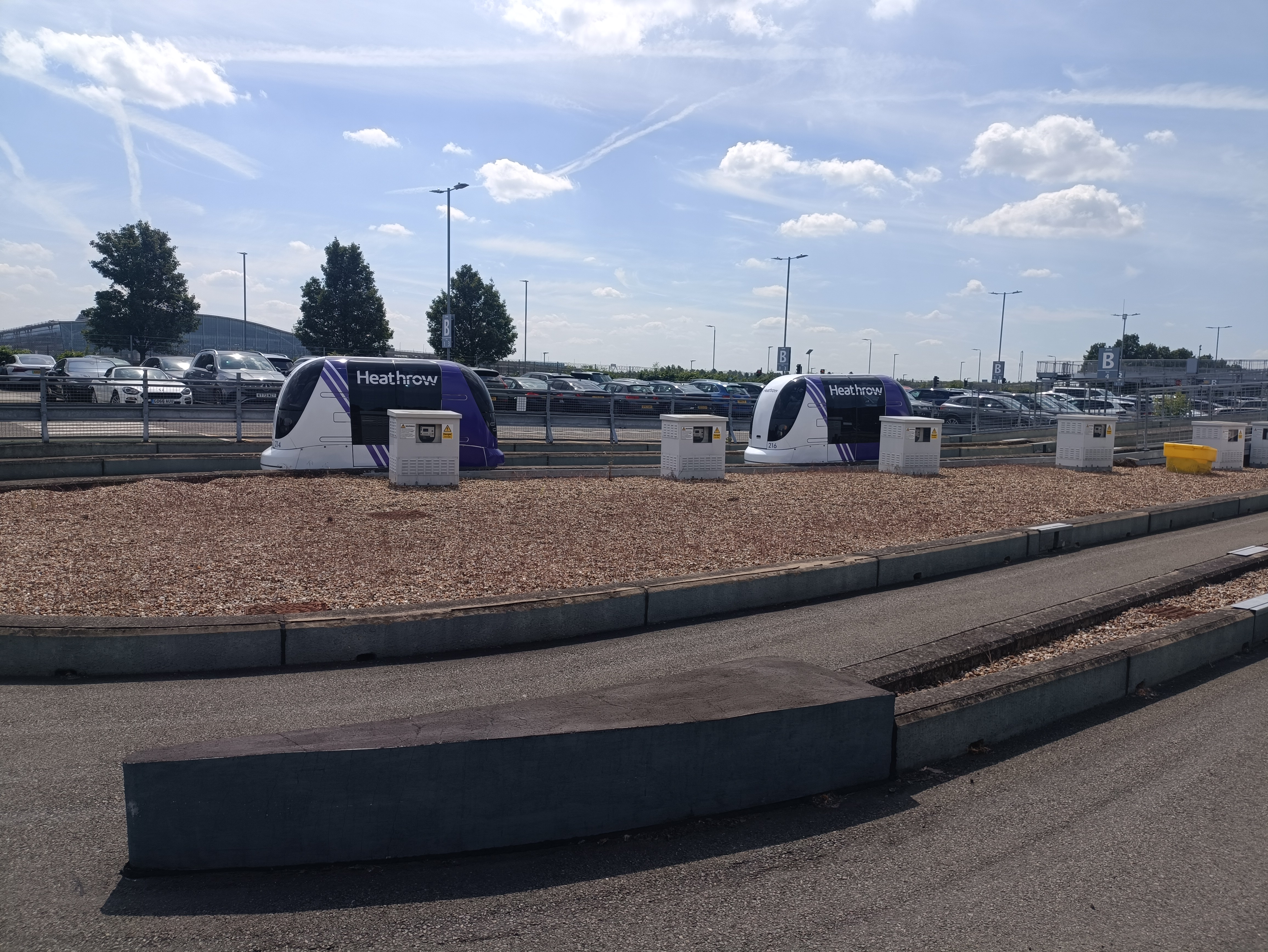
位於停車場站B的車輛待命區

第一个系统于2010年10月在伦敦希思罗机场5号航站楼开始了乘客试验，并于2011年5月每周7天，每天22小时全面提供客运服务。2012年5月的运营统计数据表明可靠性为99％，平均乘客等待时间为10 s。 Ultra已获得伦敦交通奖和英国停车奖等多项奖项。
它通过代表机场所有者和运营商BAA修建的3.9公里（2.4英里）线路将希思罗机场5号航站楼连接至机场北部的商务客运停车场。该系统的开发费用为3000万英镑。
导轨的建设已于2008年10月完成。这条线已在很大程度上抬高了，但其中包括一个地面部分，该路径在该路径的下方通过机场的北部跑道。这三个车站由5号航站楼的停车场内的两个吊舱车站和一个车站组成，由Gebler Tooth Architects设计，并带有触摸屏界面，供乘客在旅途中选择目的地。经过各种试验，包括一些使用机场工作人员作为测试乘客的试验，该线路于2011年5月作为乘客试验向公众开放。随后，它完全投入运营，并且商务停车场和5号航站楼之间的巴士服务也停止了。吊舱的能耗比公交车低50％，每天运行22小时。与几乎所有在左侧行驶的英国公路和铁路交通不同，PRT系统在右侧行驶。截至2013年5月，该系统已通过了第60万人次的里程碑。
开发人员预计，用户平均等待大约12 s，其中95％的乘客等待不到1分钟的私人舱就可以以每小时40公里（每小时25英里）的速度行驶。
截至2018年5月，这21个电动车每天可运送1000名旅客。